# Villa Vásquez
Villa Vásquez – miasto w Dominikanie, w prowincji Monte Cristi.